# Номнякит
Номнякит — пресноводное озеро в Туруханском районе Красноярского края, расположено в междуречье рек Таз и Енисей, в западной части Нижнеенисейской возвышенности. Входит в группу Советских озёр, являясь самым западным из них. Принадлежит бассейну Енисея.

## Общие сведения
Площадь озера 16,2 км². Площадь водосборного бассейна — 51,8 км². Высота над уровнем моря — 63 м. Протяжённость озера 6,9 км, ширина достигает 4 км.

## Описание
Озеро имеет лопастную форму. Острова отсутствуют. Впадает два ручья из близлежащих небольших озёр. Берега пологие, заболоченные, на них преобладает тундровый ландшафт с включениями участков леса на южном и западном берегах. Озеро Малое Советское находится в 0,5 км к северо-востоку и отделено болотным участком.
В 27 км к юго-востоку расположен ближайший населённый пункт, посёлок Советская Речка. На берегах самого озера имеются летние стойбища местных коренных народов, которые занимаются промыслом рыбы.